# L'Ange gardien (film, 1933)
Pour les articles homonymes, voir L'Ange gardien.
Pour plus de détails, voir Fiche technique et Distribution.
L'Ange gardien est un film français réalisé par Jean Choux, sorti en 1934.

## Fiche technique
- Titre : L'Ange gardien
- Réalisation : Jean Choux
- Scénario et dialogues : Jean Choux
- Musique : Armand Bernard
- Montage : Lazare Meerson
- Sociétés de production : Société des films sonores Tobis et Cinélux[1]
- Pays d'origine :  France
- Format :  Noir et blanc - 1,37:1 - 35 mm - son mono[1]
- Genre : Comédie dramatique
- Durée : 91 minutes
- Date de sortie : France, 23 février 1934
- Affiche : Jean-Adrien Mercier

## Distribution
- André Baugé : André Soral
- Pola Illéry : Pola
- Paul Azaïs : Fred
- Christiane Delyne : Christiane
- Jean Wall : l'impresario
- Guy Derlan : le secrétaire
- Arthur Devère : l'aveugle
- Jean Cyrano
- Thérèse Reignier